# Oteiza (llinatge)
El llinatge dels Oteiza era un llinatge aragonès d'origen navarrès.

## Armes heràldiques
Desconegudes.

## Llista dels Oteiza
- Aznar Fortunyones, senyor relacionat amb Sanç III de Navarra y a Garcia IV Sanxes III de Navarra
- Eximén Aznárez d'Oteiza (fill)
- Aznar Ximénez d'Oteiza (fill)
- Guillem Aznárez d'Oteiza (fill de l'anterior)
- Ximeno Aznárez d'Oteiza (germà de l'anterior)
- Lope Aznárez d'Oteiza (germà de l'anterior)
- Martín Guillem d'Oteiza (fill de Guillem Aznárez d'Oteiza)
- Pero López d'Oteiza (fill de Lope Aznárez d'Oteiza) casat amb Sancha Robert
- Lope Guillem d'Oteiza (fill de l'anterior)
- Martín Pérez d'Oteiza (germà de l'anterior)
- Ximeno Pérez d'Oteiza (germà de l'anterior)